# Euphorbia dendroides
Euphorbia dendroides är en törelväxtart som beskrevs av Carl von Linné. Euphorbia dendroides ingår i släktet törlar, och familjen törelväxter. Inga underarter finns listade i Catalogue of Life.

## Bildgalleri

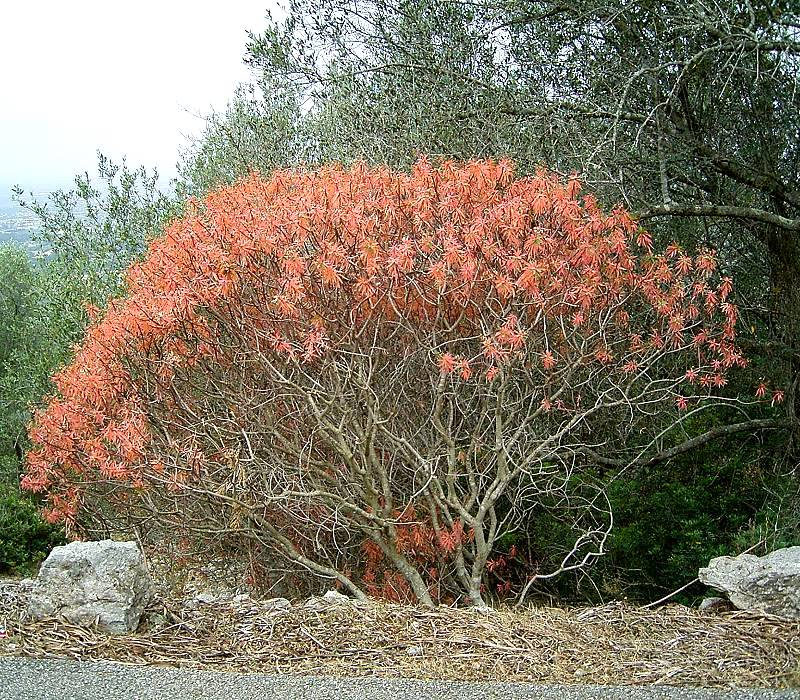
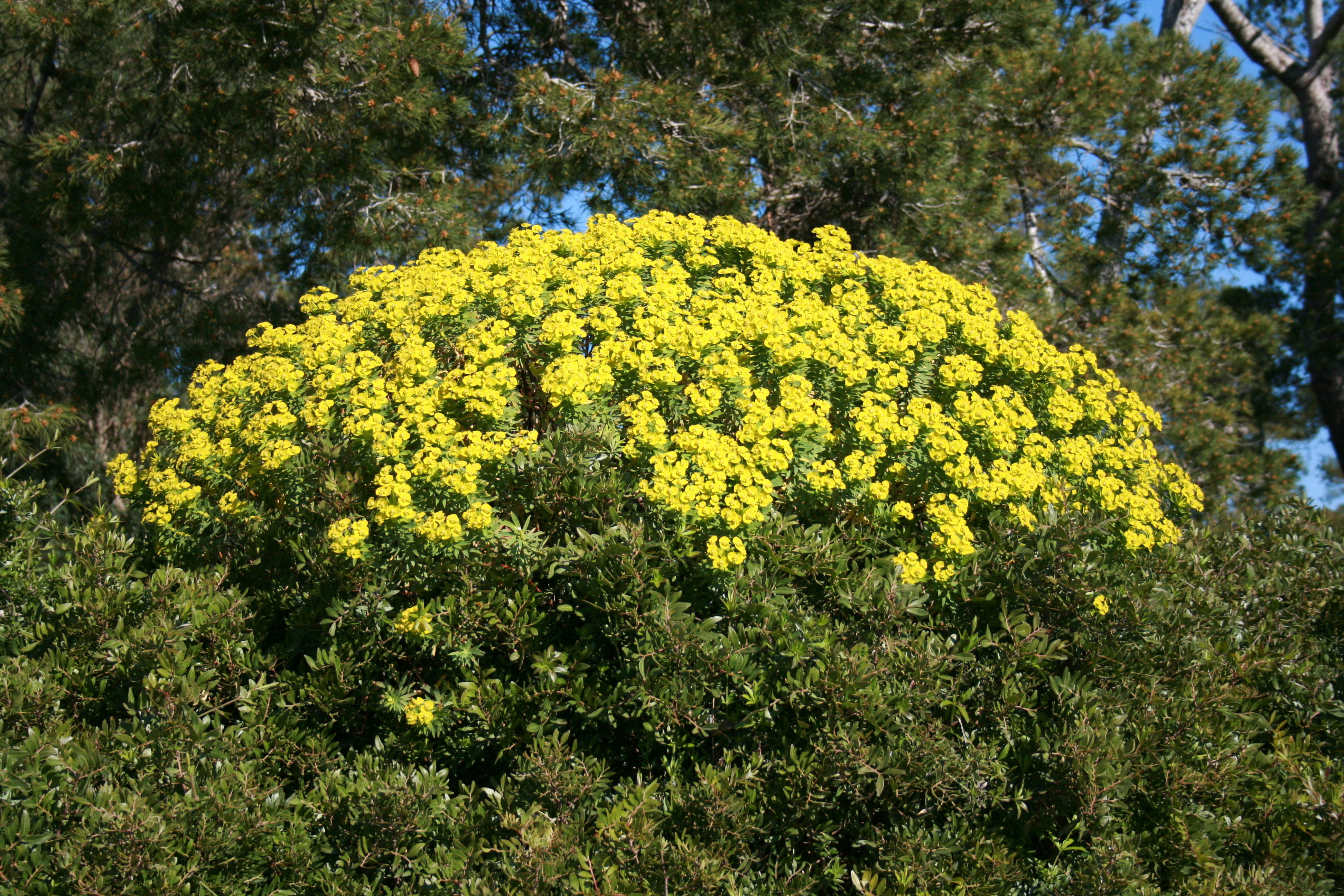
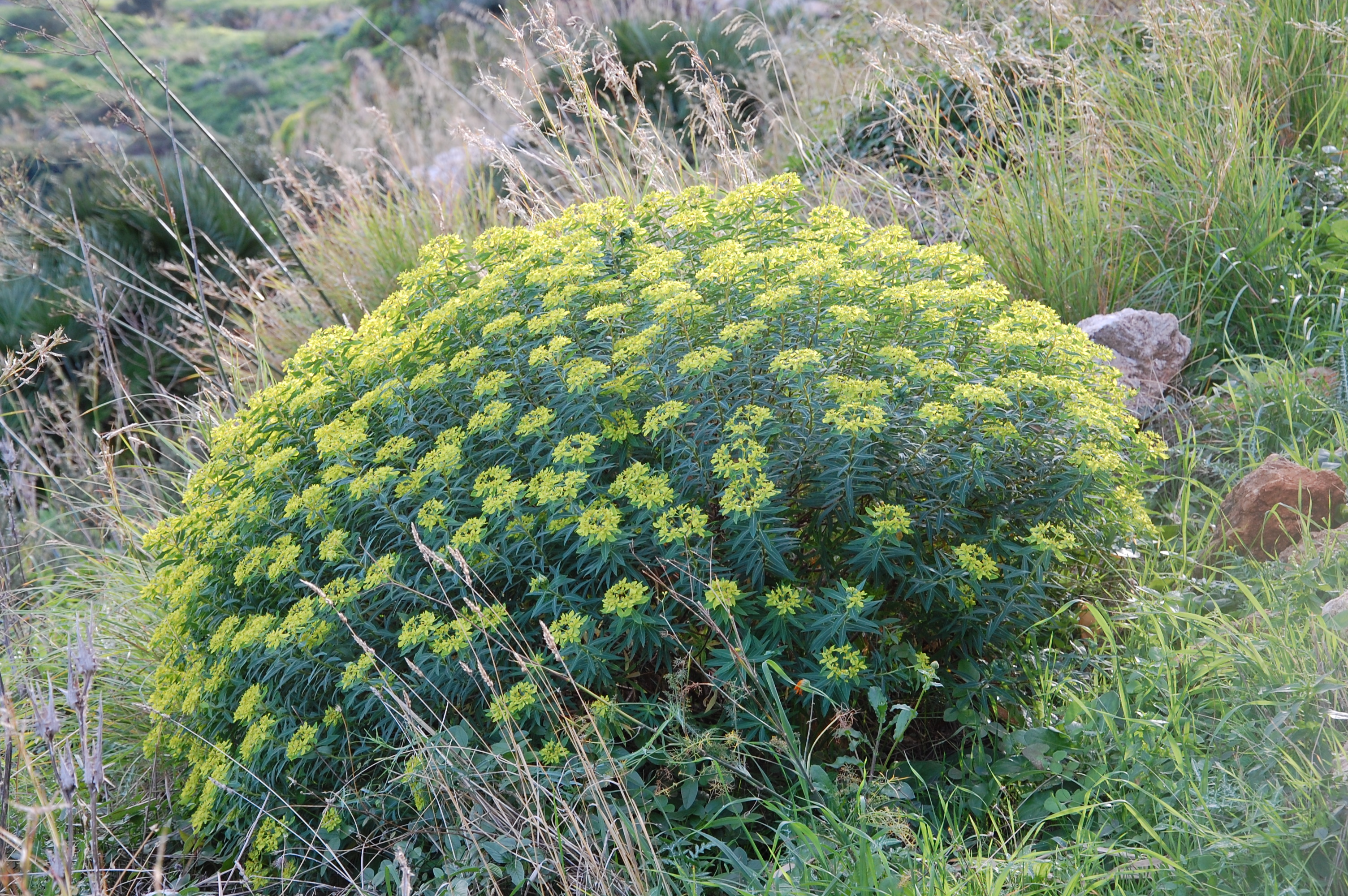
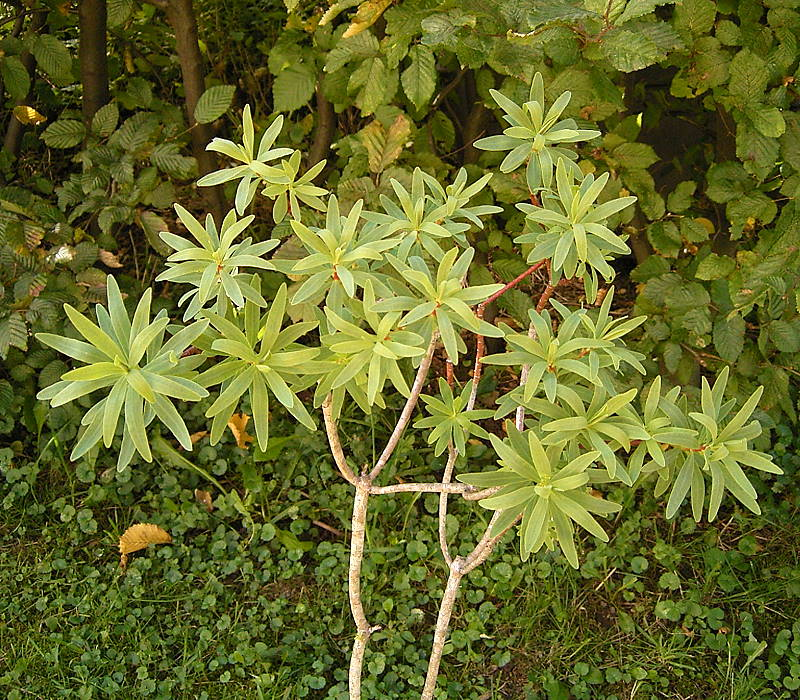
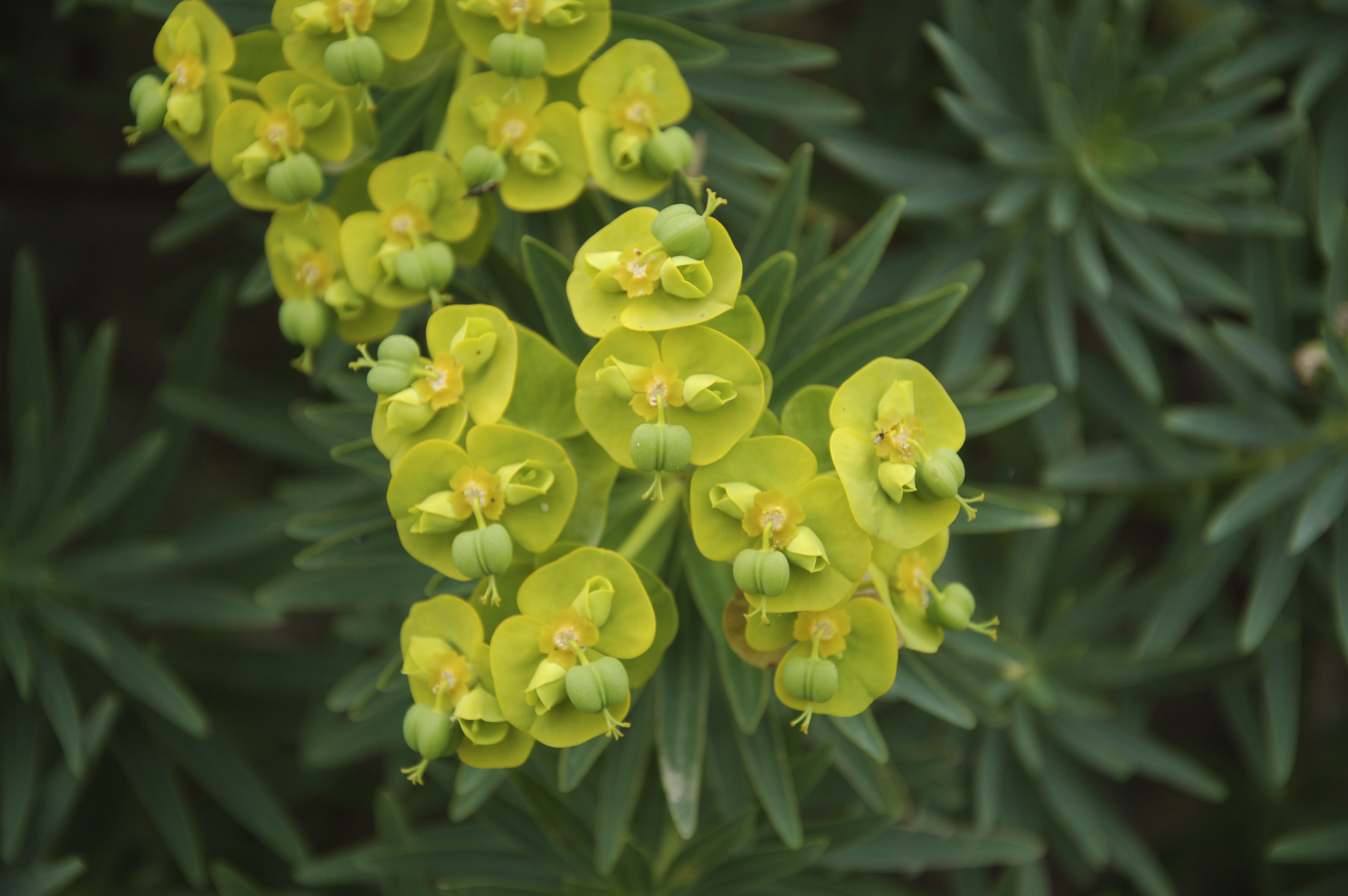
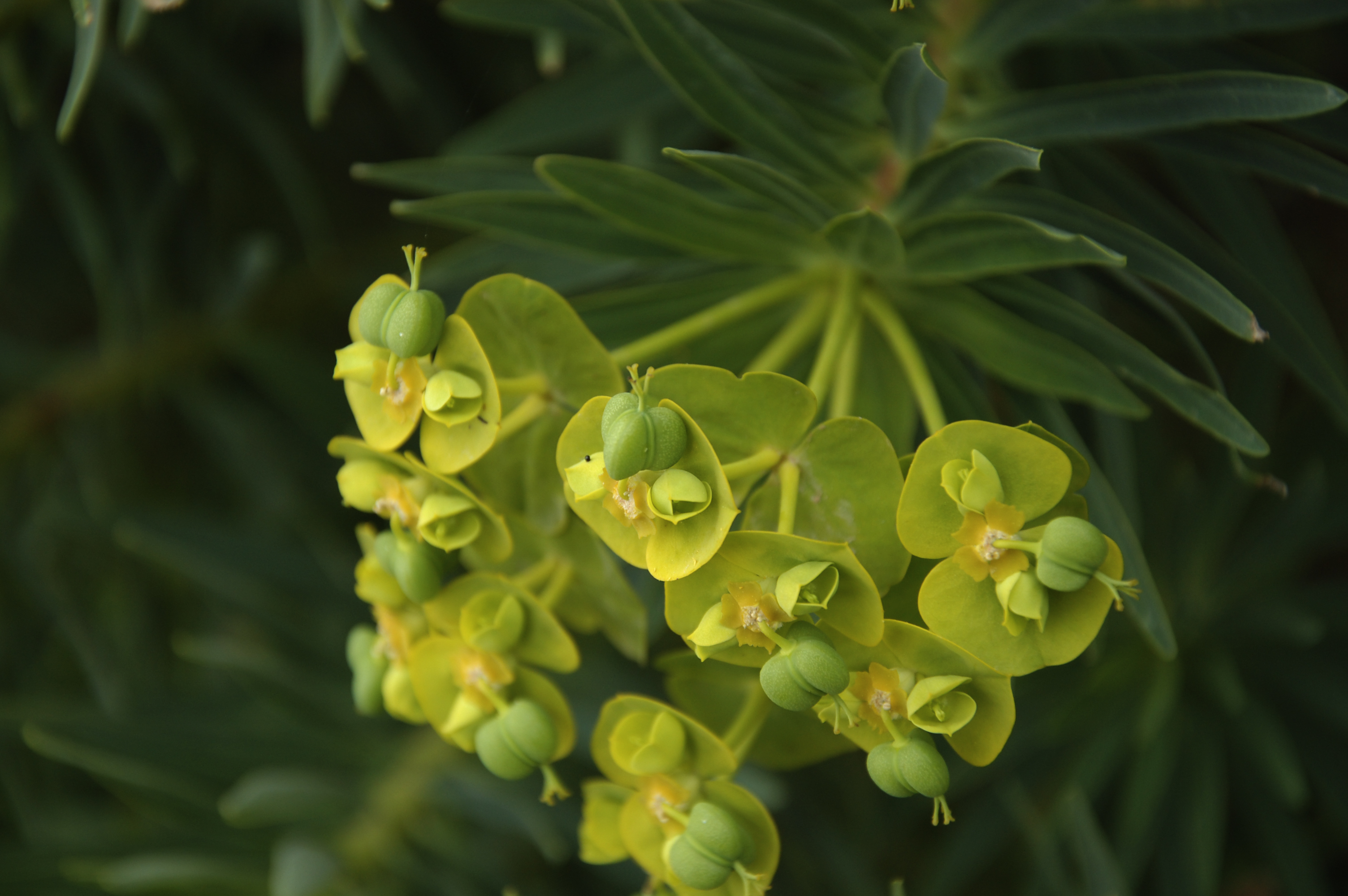